# Sais virchowii
Sais virchowii är en fjärilsart som beskrevs av Herman Dewitz 1877. Sais virchowii ingår i släktet Sais och familjen praktfjärilar. Inga underarter finns listade.